# Medaglia di Novello Malatesta
La medaglia di Novello Malatesta fu realizzata in bronzo dall'artista italiano Pisanello nel 1445 e misura 8,5 cm di diametro. 

## Storia
Dopo aver coniato la celebre medaglia di Giovanni VIII Paleologo (1438), ristabilendo la tradizione di effigiare personaggi viventi come nelle monete dell'Impero Romano, Pisanello divenne molto richiesto dalle corti italiane, creando una ventina di medaglie. 
Nel 1445 Pisanello fu a Rimini, dove coniò almeno due medaglie per Sigismondo Pandolfo Malatesta, quindi si dedicò alla medaglia per Novello Malatesta, signore di Cesena. Il verso della medaglia allude a un voto fatto da Novello durante la battaglia di Montolmo (1444) di erigere un ospedale intitolato al Crocifisso.

## Descrizione
L'opera, dai chiari intenti celebrativi, è virtuosamente esente da una retorica troppo artificiosa, riuscendo a sottolineare l'autorità del personaggio con un misurato ricorso ad elementi decorativi.
Sul recto è effigiato di profilo Novello Malatesta in forma di busto, girato a sinistra, vestito di abiti eleganti e con l'acconciatura, tipica del periodo, di tenere i capelli a forma di calotta ricadente sul dietro, priva di basette, come teneva ad esempio anche Lionello d'Este. In alto corre in senso orario lungo il bordo l'iscrizione DVX EQUITVM PRAESTANS e ai lati del busto, in righe orizzontali MALATESTA NOVELLVS, CESENAE DO MINVS ("Sigismondo Malatesta, duca di Rimini, capitano e generale della Chiesa Romana"). Alcuni ritengono questo profilo il più bel ritratto maschile eseguito da Pisanello su medaglia.
Sul verso si vede Novello in armatura inginocchiato davanti a un grande crocifisso, nell'atto di abbracciarlo. Si tratta di un richiamo al voto fatto dal condottiero durante la battaglia di Montolmo nel 1444. A sinistra si vede il suo cavallo di tergo con la coda elegantemente intrecciata (un motivo oggetto di numerosi disegni di Pisanello che compare anche nella medaglia di Gianfrancesco Gonzaga del 1439-1440), che sta legato a un albero, raffigurato con grande naturalezza. Lo sfondo è composto da un paesaggio roccioso con alberi spogli. In alto, lungo il bordo, si legge la firma OPVS PISANI PICTORIS ("opera del pittore Pisan[ell]o"). (Esiste un'altra medaglia dedicata a Novello Malatesta uguale a quella qui riprodotta e si trova a New York nella National Gallery of Art ed è classificata come: bronze dalla Samuel H. Kress Collection 1957.14.607.a: West Building, Ground Floor - Gallery 16 - Nota: la medaglia esposta nella Gallera newyorkese ha un foro tra la testa di N. Malatesta e la lettera finale M di "equitum". Aggiunta a cura di Antonio Dal Muto)